# ピクシレーション
ピクシレーション（英: pixilation）は人間を1コマずつ動かして撮影しそれらを連続再生する技法・作品である。

## 概要
ピクシレーションは人形アニメーションを「人」を使っておこなうことに例えられる。本来は自由に運動できる人間を「ポージングした人型人形」としてコマ撮りする。少し変化した別のポージングでまた撮影し、これを繰り返すことで映像のなかに実在しない動きを生み出す、つまりアニメーションを作っている。この点でピクシレーションはストップモーション・アニメーションの一種である（⇒#アニメーションとの関係）。
セグンド・デ・チョーモンの『El hotel eléctrico』（1908年）やエミール・コールの『Jobard ne peut pas voir les femmes travailler』（1911年）など映画黎明期からある技法であるが、「ピクシレーション」という語はそれよりずっと後、カナダのアニメーターのグラント・マンロー（1923年 - 2017年）が造った。様々なピクシレーション作品が制作され続けている（⇒#作品例）。

## アニメーションとの関係
ピクシレーションはアニメーションの一種である。特にストップモーション・アニメーションの一種である。
人間は現実の時空間のなかで運動でき、この実際運動を連続撮影したものが実写映像である。ピクシレーションはあえてこれと反し、各コマのために個別にポージングしこれを都度撮影する。最終的な映像からは人間が映り動いているように感じられるが、この動きは現実に起きた動きではない。静物を連続的に表示して「実在しない動き」を感じさせる映像となっており、これはまさにアニメーションである。

## 作品例

セグンド・デ・チョーモン『El hotel eléctrico』(1908)

### 映画
- セグンド・デ・チョーモン（英語版）の『El hotel eléctrico』（1908年）
- エミール・コールの『Jobard ne peut pas voir les femmes travailler』（1911年）
- ノーマン・マクラレンのアカデミー短編ドキュメンタリー映画賞受賞作品『隣人』（1952年）、『いたずら椅子』（1957年）、『ささいな二つの話』
- チャック・メンヴィル＆レン・ジャンソンの短編『Stop Look and Listen』（1967年）、『Blaze Glory』（1968年）、『Sergeant Swell of the Mounties』（1972年）
- マイク・ジトロフの『マイク・ザ・ウィザード』（1989年） - 同名の短編（1979年）もある。
- ヤン・クーネンの短編『Gisèle Kérosène』（1989年）
- 『鉄男』（1989年）
- ヤン・シュヴァンクマイエルの『フード』（1992年）、『悦楽共犯者』（1996年）の一部
- ボレックスブラザーズの『親指トムの奇妙な冒険』（1993年）
- PESのアカデミー賞ノミネートの1分40秒の短編『Fresh Guacamole』（2012年）と『Western Spaghetti』（2008年）

### テレビ
- 『セサミストリート』（Milo Counting、Ordering a Pizza、George the Farmer）

### ミュージックビデオ
- ダグ・E・フレッシュ＆ザ・ゲット・フレッシュ・クルー『All The Way To Heaven』
- ABC『Be Near Me』
- オービタル『The Box』
- フェニックス『Consolation Prizes』
- オーケー・ゴー『End Love』
- ザ・キュアー『ジ・エンド・オブ・ザ・ワールド』
- コールドプレイ『ウォーターフォール 〜一粒の涙は滝のごとく』と『ストロベリー・スウィング』
- ザ・ホワイト・ストライプス『ザ・ハーデスト・ボタン・トゥ・ボタン』
- カニエ・ウェスト『Heard 'Em Say』
- カーズ『Hello Again』
- オーレン・ラヴィー（英語版）『Her Morning Elegance』
- キナ・グラニス（英語版）『In Your Arms』
- カトリーナとザ・ウェーブズ『Is That It?』
- アル・ヤンコビック『Lame Claim to Fame』
- ジョージ・クリントン『Last Dance』
- ダニエル・シルヴェストリ（英語版）『Ma Che Discorsi]』
- クラッシュ・テスト・ダミーズ『Now You See Her』
- ザ・ユーズド『Paralyzed』
- ニュー・シューズ（英語版）『Point of No Return』
- トーキング・ヘッズ『Road to Nowhere』
- ファット・ボーイズ（英語版）『Sex Machine』
- ベス・オートン『Shopping Trolley』
- ピーター・ガブリエル『スレッジハンマー』
- レディオヘッド『ゼア・ゼア』
- ザ・ブレイヴリー『Time Won't Let Me Go』
- スリップノット『Vermilion』
- レ・コロック
- ミシェル・ゴンドリー

## ピクシレーションに似ているもの
通常の動画をコマ落ちさせることによってピクシレーションに似た効果をあげることができるが、品質は劣る。
マイケル・ジャクソンの『Leave Me Alone』はビデオのフレーム速度を減速させ、オブジェクトに重ねたものである。